# Maxates macariata
Maxates macariata là một loài bướm đêm trong họ Geometridae.